# National Basketball League 1948-1949
La stagione NBL 1948-1949 fu l'ultima stagione della National Basketball League, prima della fusione con la BAA. La lega iniziò con 9 squadre. Dopo 19 partite i Detroit Vagabond Kings uscirono dalla lega il 17 dicembre 1948 e vennero sostituiti dai Dayton Rens, che terminando la stagione ereditando il record di Detroit. I campioni furono gli Anderson Duffey Packers che vinsero contro gli Oshkosh All-Stars per 3 a 0 la Finale NBL.

## Squadre partecipanti
- Anderson Packers
- Syracuse Nationals
- Hammond Bucs
- Detroit Vag. Kings/ Dayton Rens
- Denver Nuggets

- Oshkosh All-Stars
- Sheb. Red Skins
- Tri-Cit. Blackhawks
- Waterloo Hawks

## Classifica finale

### NBL Eastern Division
| Squadra                              | V  | P  | %    | GB   |
| ------------------------------------ | -- | -- | ---- | ---- |
| Anderson Duffey Packers C            | 49 | 15 | 76,6 | -    |
| Syracuse Nationals                   | 40 | 23 | 65,6 | 8,5  |
| Hammond Calumet Buccaneers           | 21 | 41 | 33,9 | 27   |
| Detroit Vagabond Kings / Dayton Rens | 16 | 43 | 27,1 | 30,5 |

### NBL Western Division
| Squadra               | V  | P  | %    | GB |
| --------------------- | -- | -- | ---- | -- |
| Oshkosh All-Stars     | 37 | 27 | 57,8 | -  |
| Tri-Cities Blackhawks | 36 | 28 | 56,3 | 1  |
| Sheboygan Red Skins   | 35 | 29 | 54,7 | 2  |
| Waterloo Hawks        | 30 | 32 | 48,4 | 6  |
| Denver Nuggets        | 18 | 44 | 29,0 | 18 |

## Play-off

### Semifinali di Division
Tri-Cities Blackhawks-Sheboygan Red Skins
| Moline 2 aprile | Tri-Cities Blackhawks | 75 – 60 | Sheboygan Red Skins |  |

| Sheboygan 3 aprile | Sheboygan Red Skins | 51 – 59 | Tri-Cities Blackhawks |  |

Syracuse Nationals-Hammond Calumet Buccaneers
| Syracuse 2 aprile | Syracuse Nationals | 80 – 69 | Hammond Calumet Buccaneers |  |

| Hammond 3 aprile | Hammond Calumet Buccaneers | 66 – 72 | Syracuse Nationals |  |

### Finali di Division
Oshkosh All-Stars - Tri-Cities Blackhawks:
| Oshkosh 6 aprile | Oshkosh All-Stars | 68 – 66 | Tri-Cities Blackhawks |  |

| Oshkosh 9 aprile | Oshkosh All-Stars | 73 – 59 | Tri-Cities Blackhawks |  |

| Moline 10 aprile | Tri-Cities Blackhawks | 70 – 64 | Oshkosh All-Stars |  |

| Moline 12 aprile | Tri-Cities Blackhawks | 69 – 70 | Oshkosh All-Stars |  |

Anderson Duffey Packers - Syracuse Nationals:
| Syracuse 8 aprile | Syracuse Nationals | 74 – 89 | Anderson Duffey Packers |  |

| Syracuse 10 aprile | Syracuse Nationals | 80 – 62 | Anderson Duffey Packers |  |

| Anderson 11 aprile | Anderson Duffey Packers | 76 – 59 | Syracuse Nationals |  |

| Anderson 13 aprile | Anderson Duffey Packers | 90 – 84 | Syracuse Nationals |  |

### Finale NBL
Anderson Duffey Packers - Oshkosh All-Stars:
| Oshkosh 16 aprile | Oshkosh All-Stars | 70 – 74 | Anderson Duffey Packers |  |

| Oshkosh 17 aprile | Oshkosh All-Stars | 70 – 72 | Anderson Duffey Packers |  |

| Anderson 19 aprile | Anderson Duffey Packers | 88 – 64 | Oshkosh All-Stars |  |

### Tabellone
|  | Semifinali di Division | Semifinali di Division | Semifinali di Division |            |         | Finali di Division | Finali di Division | Finali di Division |  |  | Finali NBL | Finali NBL | Finali NBL |  |
|  |                        |                        |                        |            |         |                    |                    |                    |  |  |            |            |            |  |
|  | 1                      | Oshkosh                | 2                      |            |         |                    |                    |                    |  |  |            |            |            |  |
|  | 1                      | Oshkosh                | 2                      |            |         |                    |                    |                    |  |  |            |            |            |  |
|  | 4                      | Waterloo               | 0                      |            |         |                    |                    |                    |  |  |            |            |            |  |
|  | 4                      | Waterloo               | 0                      |            | 1       | Oshkosh            | 3                  |                    |  |  |            |            |            |  |
|  |                        |                        |                        |            | 1       | Oshkosh            | 3                  |                    |  |  |            |            |            |  |
|  |                        |                        | 2                      | Tri-Cities | 1       |                    |                    |                    |  |  |            |            |            |  |
|  | 3                      | Sheboygan              | 2                      | Tri-Cities | 1       | 0                  |                    |                    |  |  |            |            |            |  |
|  | 3                      | Sheboygan              |                        |            |         |                    |                    |                    |  |  |            |            |            |  |
|  | 2                      | Tri-Cities             | 2                      |            |         |                    |                    |                    |  |  |            |            |            |  |
|  | 2                      | Tri-Cities             | 2                      |            | Oshkosh | Oshkosh            | 0                  |                    |  |  |            |            |            |  |
|  |                        |                        |                        |            |         |                    |                    |                    |  |  |            |            |            |  |
|  |                        |                        | Anderson               | Anderson   | 3       |                    |                    |                    |  |  |            |            |            |  |
|  | 1                      | Anderson               | Anderson               | Anderson   | 3       | 2                  |                    |                    |  |  |            |            |            |  |
|  | 1                      | Anderson               |                        |            |         |                    |                    |                    |  |  |            |            |            |  |
|  | 2                      | Dayton                 | 0                      |            |         |                    |                    |                    |  |  |            |            |            |  |
|  | 2                      | Dayton                 | 0                      |            | 1       | Anderson           | 3                  |                    |  |  |            |            |            |  |
|  |                        |                        |                        |            | 1       | Anderson           | 3                  |                    |  |  |            |            |            |  |
|  |                        |                        | 2                      | Syracuse   | 1       |                    |                    |                    |  |  |            |            |            |  |
|  | 3                      | Hammond                | 2                      | Syracuse   | 1       | 0                  |                    |                    |  |  |            |            |            |  |
|  | 3                      | Hammond                |                        |            |         |                    |                    |                    |  |  |            |            |            |  |
|  | 2                      | Syracuse               | 2                      |            |         |                    |                    |                    |  |  |            |            |            |  |

## Vincitore
| Campione NBL 1948-1949              |
| ----------------------------------- |
| Anderson Duffey Packers (1º titolo) |

## Statistiche
| Categoria | Giocatore | Squadra               | Stat |
| --------- | --------- | --------------------- | ---- |
| Punti     | Don Otten | Tri-Cities Blackhawks | 899  |

## Premi NBL
- NBL Most Valuable Player: Don Otten, Tri-Cities Blackhawks
- All-NBL First Team
  - Gene Englund, Oshkosh All-Stars
  - Dick Mehen, Waterloo Hawks
  - Don Otten, Tri-Cities Blackhawks
  - Frankie Brian, Anderson Packers
  - Al Cervi, Syracuse Nationals
- All-NBL Second Team
  - Whitey Von Nieda, Tri-Cities Blackhawks
  - Mike Todorovich, Sheboygan Red Skins
  - Hoot Gibson, Tri-Cities Blackhawks
  - Bill Closs, Anderson Packers
  - Ralph Johnson, Anderson Packers